# Walter Guinness, I barone Moyne
Walter Edward Guinness, I barone Moyne (Dublino, 29 marzo 1880 – Il Cairo, 6 novembre 1944) è stato un politico britannico, assassinato in Vicino Oriente dal gruppo terrorista di matrice sionista Lohamei Herut Israel.

## Biografia
Walter Edward Guinness nacque a Dublino, Irlanda, e fu il terzo figlio di Edward Guinness, I conte di Iveagh.

## Carriera

### Carriera militare
Da Eton egli partì volontario per servire nel corso della seconda guerra anglo-boera, in cui fu ferito. Durante la prima guerra mondiale, sebbene fosse eletto in parlamento, prestò servizio in Suffolk Yeomanry in Egitto e nella battaglia di Gallipoli. 

### Carriera politica
Nel 1907 fu eletto al Parlamento come Conservatore per il collegio di Bury St Edmunds, che egli seguitò a rappresentare fino al 1931. Nel 1922 fu nominato sottosegretario di Stato alla guerra, la prima di numerose nomine che culminarono infine nell'incarico di ministro dell'agricoltura (novembre 1925 - giugno 1929).
Dopo le elezioni generali in Gran Bretagna del 1929 in cui i conservatori furono sconfitti, si ritirò dall'incarico e fu fatto barone Moyne di Bury St Edmunds. Durante la seconda guerra mondiale diventò segretario di Stato alle colonie e leader della Camera dei lords nel 1941. Nell'agosto del 1942 fu nominato vice-ministro di Stato al Cairo e nel gennaio 1944 ministro residente nel Vicino Oriente.

### Assassinio
Il 6 novembre 1944 Moyne fu assassinato al Cairo da Eliyahu Bet-Zuri ed Eliyahu Hakim, due membri della fazione "cananea" del gruppo terroristico ebraico noto come Banda Stern, chiamato Lehi in ebraico, che si opponeva al mandato sulla Palestina affidato al termine della prima guerra mondiale al Regno Unito dalla Lega delle Nazioni. I due assassini furono immediatamente individuati e posti sotto processo da una corte militare. La condanna a morte per impiccagione fu eseguita il 22 marzo 1945.
Sebbene la Banda Stern avesse preso come obiettivo il personale addetto al Mandato britannico fin dalla sua costituzione nel 1940, Lord Moyne fu il primo alto funzionario britannico ad essere colpito da costoro. Questo fu dunque il colpo d'apertura della campagna condotta dalla nuova Banda Stern.
Alcuni si chiedono se questo atto provocatorio non fosse altro che un errore dettato dalla precipitazione. Lord Moyne era un alleato e un intimo amico dell'ex Primo Ministro Winston Churchill. Ma in fin dei conti, l'azione addolorò assai poco il gruppo; i Conservatori abbandonarono il potere quell'anno. Ciò portò a un'accresciuta resistenza nei successivi quattro anni da parte degli integralisti dell'Etzel (Organizzazione Militare Nazionale) di Menachem Begin, e anche da parte della moderata Haganah di David Ben Gurion, malgrado nell'ultimo caso essa si manifestasse con la sola immigrazione illegale.
Lord Moyne fu individuato come vittima dai suoi carnefici solo perché era il funzionario britannico più alto in grado a portata della Banda Stern. Numerose affermazioni furono fatte dopo l'accaduto circa Lord Moyne per giustificarne l'assassinio, ma in gran parte sono risultate, a un più serio esame, non credibili.
Moyne era stato da qualcuno biasimato per l'affondamento il 24 febbraio del 1942, da parte del sommergibile sovietico Shch 213 (classe Shchuka), della nave Struma, che aveva causato la morte di 768 tra uomini, donne e bambini israeliti che dalla Romania cercavano di raggiungere la Palestina mandataria, malgrado Moyne non si trovasse in Vicino Oriente a quel tempo e malgrado l'Irgun e il Lehi accusassero per lo più l'Alto Commissario britannico, Sir Harold MacMichael, per non aver in precedenza concesso visti d'ingresso agli ebrei rumeni che volevano sfuggire il più che probabile crudele destino che sarebbe stato loro riservato dalle autorità filo-naziste rumene.

S'è sovente detto che Moyne fosse in qualche modo da biasimare per il Libro Bianco sulla Palestina del 1939 ma - anche in questo caso - egli non ebbe nulla a che fare con la sua redazione. In nessun senso egli fu un esponente, simbolico o reale, della politica britannica anti-sionista. Era stato ministro residente al Cairo per un solo mese prima del suo assassinio nel 1944.

Accuse contro di lui furono anche fatte da Joel Brand che era stato inviato dall'esponente nazista Adolf Eichmann in Vicino Oriente con una proposta di scambio di vite ebraiche con forniture britanniche che si disse sarebbero state usate solo contro l'Unione Sovietica. I collegamenti di Brand con Eichmann e la Banda Stern sollevano in realtà seri dubbi circa la loro credibilità.
L'omicidio di Moyne fu severamente condannato dagli ebrei insediati in Palestina, che iniziavano a cooperare con le autorità britanniche contro la Banda Stern e l'Irgun e lo stesso Chaim Weizmann dichiarò che la morte di Lord Moyne era stata per lui più dolorosa della morte del suo stesso figlio. Di tutto ciò, tuttavia, a metà degli anni settanta, non tennero il minimo conto le autorità israeliane, che trattarono positivamente col governo egiziano di Anwar al-Sadat per ottenere i cadaveri dei due omicidi della Banda Stern che erano stati inumati in Egitto dopo la loro esecuzione, in cambio del rilascio di 20 prigionieri arabi catturati a Gaza e nel Sinai.
Essi furono perciò nuovamente sepolti, questa volta nella Jerusalem Hall of Heroism di Gerusalemme. Il governo di Sua Maestà britannica deplorò inutilmente l'accaduto, denunciando il fatto che Israele avesse onorato degli assassini trattandoli da eroi, ma non teneva evidentemente nel debito conto l'estrema difficoltà (se non "impossibilità") di tracciare, a qualsiasi latitudine, una precisa linea di demarcazione morale tra "azione terroristica" e "azione di legittima resistenza", come ben dimostrato da tanti episodi relativi al pluridecennale conflitto arabo-israeliano.

## Matrimonio
Sposò, il 24 giugno 1903, Lady Evelyn Hilda Stuart Erskine (21 marzo 1883-21 luglio 1939), figlia di Shipley Erskine, XIV conte di Buchan. Ebbero tre figli:
- Bryan Guinness, II barone Moyne (27 ottobre 1905-6 luglio 1992);
- Murtogh David Guinness (7 maggio 1913-30 gennaio 2002), sposò Nancy Tarbolton, non ebbero figli;
- Grania Meve Rosaura Guinness (14 aprile 1920-15 gennaio 2018), sposò Oswald Phipps, IV marchese di Normanby, ebbero sette figli.